# Trubbvitmossa
Trubbvitmossa (Sphagnum obtusum) är en bladmossart som beskrevs av Warnstorf 1877. Enligt Catalogue of Life ingår Trubbvitmossa i släktet vitmossor och familjen Sphagnaceae, men enligt Dyntaxa är tillhörigheten istället släktet vitmossor och familjen Sphagnaceae. Arten är reproducerande i Sverige. Inga underarter finns listade i Catalogue of Life.